# Walk (Kwabs)
Walk is een nummer van de Britse zanger Kwabs uit 2014. Het is de tweede single van zijn debuutalbum Love + War.
"Walk" werd in diverse Europese landen een hit en bereikte in onder andere Duitsland de nummer 1-positie. In Kwabs thuisland het Verenigd Koninkrijk flopte de plaat echter met een 71e positie. Ook in het Nederlandse taalgebied sloeg het nummer niet aan. Hoewel het veelvuldig werd gedraaid door onder andere NPO 3FM, bereikte de plaat in zowel Nederland als Vlaanderen de 3e positie in de Tipparade.
In augustus 2015 verscheen er een remix van het nummer met vocalen van Fetty Wap.

## Tracklijst
- Muziekdownload

1. "Walk" - 3:34

- Cd-single

1. "Walk" - 3:34
2. "Saved" - 3:56